# Diplazium sancti-johannis
Diplazium sancti-johannis là một loài dương xỉ trong họ Athyriaceae. Loài này được C.V.Morton mô tả khoa học đầu tiên năm 1973.
Danh pháp khoa học của loài này chưa được làm sáng tỏ. 